# پازوپانیب
پازوپانیب (انگلیسی: Pazopanib) با نام تجاری «Votrient» یک بازدارندهٔ پرقدرت و انتخابی تیروزین کیناز گیرنده‌ای است که موجب مهار رگ‌زایی و توقف رشد تومورهای سرطانی می‌شود.
این دارو برای درمان کارسینومای کلیه و سارکوم بافت نرم توسط تعدادی از مراجع ذی‌صلاح نظارتی در دنیا تأیید شده‌است.
شایع‌ترین عوارض دارویی پازوپانیب، تهوع، استفراغ، اسهال (در نیمی از بیماران)، تغییر رنگ موها، فشار خون بالا، بی‌اشتهایی، بالا رفتن یا پائین آمدن قند خون، عدم تعادل الکترولیتی (افت کلسیم، منیزیم و فسفات خون)، اختلال در آزمایش‌های عملکرد کبد، اِدم (ورم)، تغییر در قوهٔ چشایی، شکم‌درد، راش‌های پوستی، خستگی، سرکوب مغز استخوان (لکوپنی، نوتروپنی، ترومبوسیتوپنی، لنفوپنی) هستند. عارضهٔ ناشایع اما خطرناک این دارو، بروز نارسایی کبد است.